# Cor Daad
Cor Daad is een gagstrip voor kinderen van Hanco Kolk. Kolk tekende de strip van 1984 tot 1998 voor het tijdschrift Taptoe.
De hoofdpersonages in de strip zijn Cor Daad – een heel klein en buitengewoon onhandig mannetje met een bril – zijn vrouw Gerda en hun twee kinderen Lola en Bud. In 1995 werd het gezin uitgebreid met nog een jongetje, dat de naam Tobias kreeg (deze naam werd door een van de lezers van Taptoe bedacht). De kinderen worden in de loop van de tijd steeds ouder, maar Cor en Gerda blijven hetzelfde.
In veel van de verhaaltjes doet Cor allerlei mislukte pogingen om zijn kinderen op te voeden. Vaak wordt hij door hen ook voor de gek gehouden. Cor en Gerda maken bijna alleen maar ruzie met elkaar, onder andere omdat Gerda totaal niet kan koken. 

## Inspiratie
De inspiratie voor de plots kwam dikwijls uit het privéleven van de tekenaar. Op Tobias na was de familie gebaseerd op Kolks eigen gezinssituatie van dat moment; ook de namen van vrouw en kinderen zijn aan de werkelijkheid ontleend.